# Иташино
Ита́шино — железнодорожный разъезд (населённый пункт) в Сковородинском районе Амурской области России. Входит в городское поселение Рабочий посёлок (пгт) Ерофей Павлович.

## География
Населённый пункт Иташино расположен на Транссибе к западу от районного центра, города Сковородино и в 14 км к востоку от центра городского поселения, пгт Ерофей Павлович. Автодорога Чита — Хабаровск проходит в 1,5 км северо-западнее населённого пункта.

## История
Разъезд основан в 1911 г. при строительстве Западно-Амурского участка Транссибирской ж.д.магистрали.

## Топонимика
Название вероятно якутского происхождения от слов «итяк, етек, итек» со значением — «подошва горы». Разъезд и вправду находится у подножия (подошвы) небольших сопок.

## Население
| 2002 | 2010 | 2012 | 2013 | 2014 | 2015 | 2016 |
| ---- | ---- | ---- | ---- | ---- | ---- | ---- |
| 8    | ↘5   | ↗6   | →6   | →6   | →6   | →6   |
| 2017 | 2018 |      |      |      |      |      |
| →6   | →6   |      |      |      |      |      |

## Инфраструктура
- Разъезд Иташино на Транссибе (Забайкальская железная дорога).